# Massif de Kőszeg
Le massif de Kőszeg (en hongrois : Kőszegi-hegység ; en allemand : Günser Gebirge) est un massif collinéen situé autour de Kőszeg dans l'Alpokalja. Leur point culminant est l'Írott-kő (884 m).